# Pachyptila turtur
Pachyptila turtur là một loài chim trong họ Procellariidae.